# Calostoma japonicum
Calóstoma japónicum (лат.) — несъедобный гриб-гастеромицет семейства ложнодождевиковые. Произрастает в Японии и континентальной Азии.

## Название
Научные синонимы:
Mitremyces japonicum (Henn.) Sacc. & D. Sacc., 1905
Родовое название Calostoma происходит от греческого καλλός (kallos), красивый, и στόμα (stoma), рот, уста; видовой эпитет japonicum — от латинизированного japonicum, японский.

## Описание
Плодовое тело грушевидное, 10—11 x 13—15 мм, на короткой цилиндрической ложной ножке, состоящей из бледно-жёлтых, мягких, студенистых ветвящихся мицелиальных тяжей размером 4—6 x 3—4 мм; заключено в трёхслойную оболочку.
Перидий: Экзоперидий тонкий, мягкий, не студенистый, розовато-оранжевый, со временем высыхает и опадает. Эндоперидий тонкий, плотный, ороговелый, желтовато-коричневый, серо-жёлтый, чешуйчатый; с апикальным отверстием, окруженным тёмно-красной звездообразной (с 5—7 лучами) перистомой.
Оболочка спорового мешка оранжевая. Споровая масса у зрелых грибов розовато-белая, порошистая.

### Микроморфология
Споры эллипсоидные, 8—13 x 7—10 мкм, светло-серо-жёлтые, слегка бородавчатые, с 1—3 каплями масла.

## Экология и распространение
На ранних стадия развития подземный, затем — наземный гриб. Растёт группами на почве, в широколиственных лесах.
Распространён в Японии, а также в материковой Восточной Азии (Китай, Корея). Первые экземпляры были найдены на острове Идзу. На территории Российской Федерации не встречается.

## Сходные виды
Отличается от других грибов-гастеромицетов наличием ярко-окрашенной перистомы на верхушке плодового тела.

### Сходные родственные виды
Calostoma ravenelii, которая также встречается в странах Восточной Азии, отличается более длинной ложной ножкой и коричневатой окраской перидия.

## Использование
Несъедобный гриб. Используется в традиционной китайской медицине.